# Hartkirchen
Hartkirchen ist eine Gemeinde in Oberösterreich mit 3964 Einwohnern (Stand 1. Jänner 2024) im Bezirk Eferding im Hausruckviertel.

## Geografie
Der Ort Hartkirchen liegt auf 273 Meter Höhe im nördlichen Hausruckviertel. Die Grenze im Norden und im Südosten bildet die Donau in einer Höhe von rund 260 Meter. Im Nordwesten steigt das Land zu den Ausläufern des Sauwaldes auf rund 600 Meter an. Dabei handelt es sich um die Fortsetzung der „böhmischen Masse“ jenseits der Mühlviertler Seite der Donau. Neben der Donau ist die Aschach das wichtigste Gewässer. Dieses Tal öffnet sich zum Eferdinger Becken, dessen weitläufige landwirtschaftliche Nutzfläche der Gemeinde ihren agrarisch geprägten Charakter verleiht.
Die Ausdehnung beträgt von Nord nach Süd 7,3 und von West nach Ost 9,6 Kilometer. Die Gemeinde hat eine Fläche von 39,08 Quadratkilometer. Davon werden 58 Prozent landwirtschaftlich genutzt und 30 Prozent sind bewaldet.

### Gemeindegliederung
Das Gemeindegebiet umfasst folgende 37 Ortschaften (in Klammern Einwohnerzahl Stand 1. Jänner 2024):
- Deinham (116)
- Dorf (36)
- Gfehret (40)
- Gstaltenhof (6)
- Hachlham (154)
- Hacking (56)
- Hainbach (89)
- Haizing (243)
- Hartkirchen (1044)
- Hart ob Hacking (14)
- Hart ob Haizing (28)
- Hilkering (174)
- Hinteraigen (21)
- Hinterberg (3)
- Hörmannsedt (42)
- Karling (453)
- Kellnering (142)
- Knieparz unter der Leithen (25)
- Koppl (90)
- Lacken (46)
- Mußbach (103)
- Oed in Bergen (53)
- Paching (39)
- Pfaffing (51)
- Poxham (121)
- Pupping (4)
- Rathen (52)
- Reith (28)
- Rienberg (65)
- Schaumberg (168)
- Schönleiten (34)
- Senghübl (74)
- Steinwand (94)
- Vornholz (171)
- Wolfsfurth (7)
- Würting (47)
- Zagl (31)

Die Gemeinde besteht aus den Katastralgemeinden Hartkirchen, Oed in Bergen und Schaumberg.
Zählsprengel sind Hartkirchen-Zentralgebiet, Hartkirchen-Süd, Hartkirchen-Nord.
Die Gemeinde liegt im Gerichtsbezirk Eferding.

### Nachbargemeinden
Nachbargemeinden Hartkirchens sind:
| Donau Haibach ob der Donau | Kirchberg ob der Donau (Bez. Rohrbach) Donau | Donau * Aschach an der Donau                      |
|                            | Kompassrose, die auf Nachbargemeinden zeigt  | Donau Feldkirchen an der Donau (Bez. Urfahr-Umg.) |
| Stroheim                   |                                              | Donau Pupping                                     |

* hinter Aschach, das sich schmal am Donauufer erstreckt, liegt, irgendwo an Hartkirchen grenzend, St. Martin im Mühlkreis, Bez. Rohrbach

## Geschichte

### Ortsgeschichte
Hartkirchen wurde 899 erstmals urkundlich erwähnt. Ursprünglich im Ostteil des Herzogtums Bayern liegend, gehörte der Ort seit dem 12. Jahrhundert zum Herzogtum Österreich.
Dabei stellt die Herrschaft der Grafen von Schaunberg die prägende Komponente der Zeit des Hochmittelalters dar. Seit 1490 wird er dem Fürstentum Österreich ob der Enns zugerechnet.
Während der Napoleonischen Kriege war der Ort mehrfach besetzt. Das Franzosenkreuz (Denkmal für Jakob Kemetmüller) in der Ortschaft Poxham erinnert daran, dass die im Jahr 1809 durchziehenden französischen Truppen den Bauern Kemetmüller ermordet haben.
Im Ersten Weltkrieg befand sich mit dem k.u.k. Kriegsgefangenenlager Aschach an der Donau ein Kriegsgefangenenlager der k.u.k. Armee im Gebiet der Gemeinden Hartkirchen und Aschach. Bei den Offensiven in Serbien und Galizien hatte die k.u.k. Armee hunderttausende Kriegsgefangene gemacht, für die eine Reihe von Lagern gebaut wurde. Die übrigen oberösterreichischen Standorte dieser Lager waren Braunau, Freistadt, Kleinmünchen, Marchtrenk und Mauthausen, daneben existierte noch das Internierungslager Linz-Katzenau. Das k.u.k. Kriegsgefangenenlager Aschach wurde 1915 auf zirka 130 Hektar mit mehr als 450 Baracken für eine Belegung von bis zu 34.000 Mann errichtet. Als im Kriegswinter 1915/16 eine Typhus-Epidemie mit zahlreichen Todesopfern ausbrach, wurde in Deinham ein Lagerfriedhof errichtet, in dem während des Ersten Weltkriegs fast 6000 Menschen (vorwiegend Serben, aber auch viele Italiener, Russen, Albaner, Rumänen, Österreicher, ein Franzose und einige Tote unbekannter Herkunft) bestattet wurden. Der k.u.k. Oberst Karl Staszkiewicz, Kommandant des Kriegsgefangenenlagers Aschach, wurde 1918 aufgrund eines Offiziersprivilegs durch Kaiser Karl I. als „Edler von Staszkiewicz“ in den österreichischen Adelsstand erhoben.
Seit 1918 gehört der Ort zum Bundesland Oberösterreich.
Im Zweiten Weltkrieg wurde das Areal des aus dem Ersten Weltkrieg stammenden Lagerfriedhofs in Deinham vom örtlich nahe gelegenen Kriegsgefangenenlager in Pupping (zuletzt offiziell bezeichnet als „Stalag 398 Pupping“) als Massengrab verwendet.
Am Kriegerdenkmal in Deinham wird 6025 Soldaten, vorwiegend Serben, aus dem Ersten Weltkrieg und 1027 Russen aus dem Zweiten Weltkrieg gedacht.
Heute ist die Gemeinde größtenteils agrarisch geprägt, was auch mit der geographischen Lage im Agrargebiet „Eferdinger Becken“ zu tun hat. Bäuerliche Lebensweise hat in Hartkirchen noch Tradition.

### Einwohnerentwicklung
1991 hatte die Gemeinde laut Volkszählung 4011 Einwohner, stieg dann 2001 auf 4190 und fiel 2011 auf 4070 und 2021 auf 4042 Bewohner ab.

## Kultur und Sehenswürdigkeiten

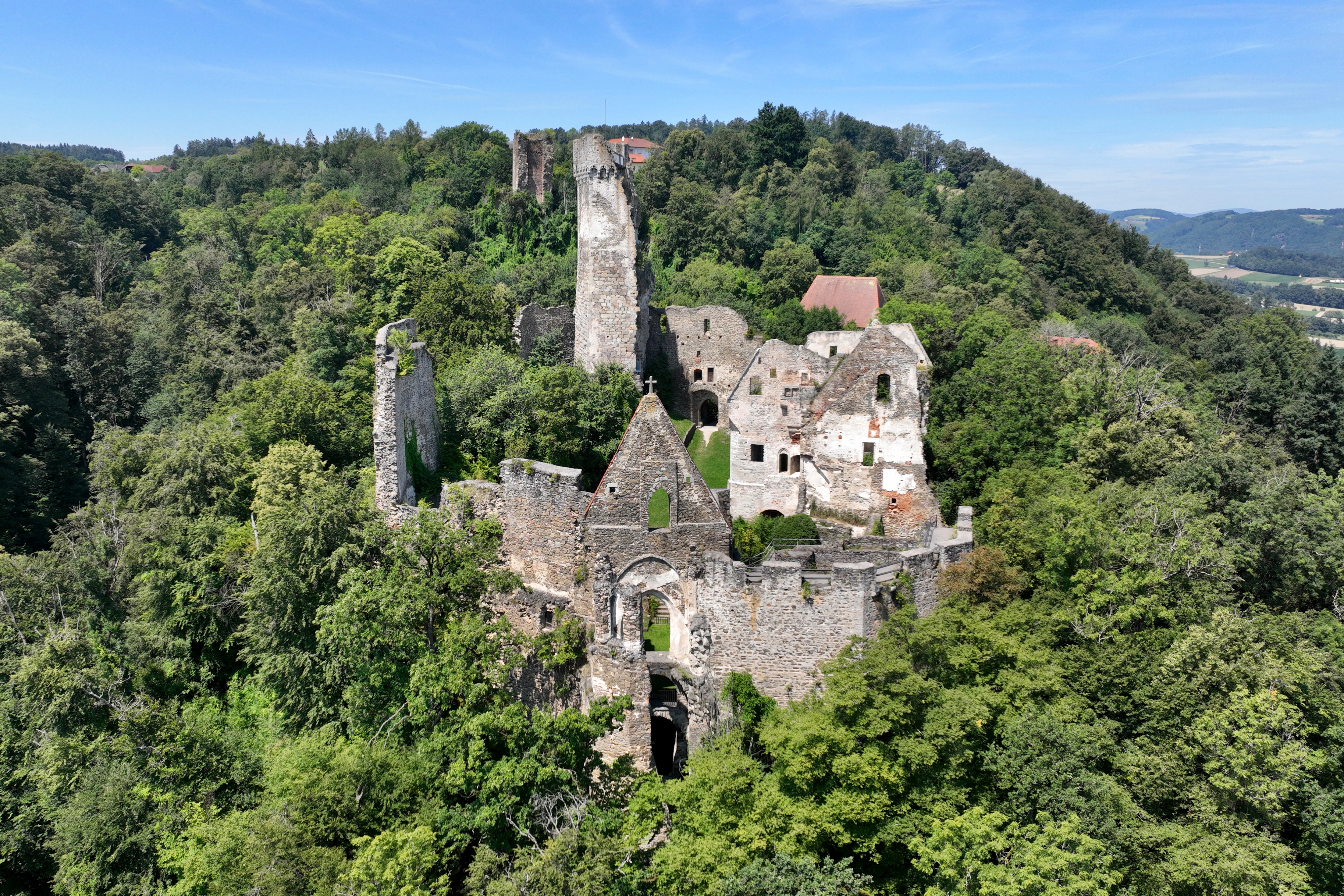
Burgruine Schaunberg

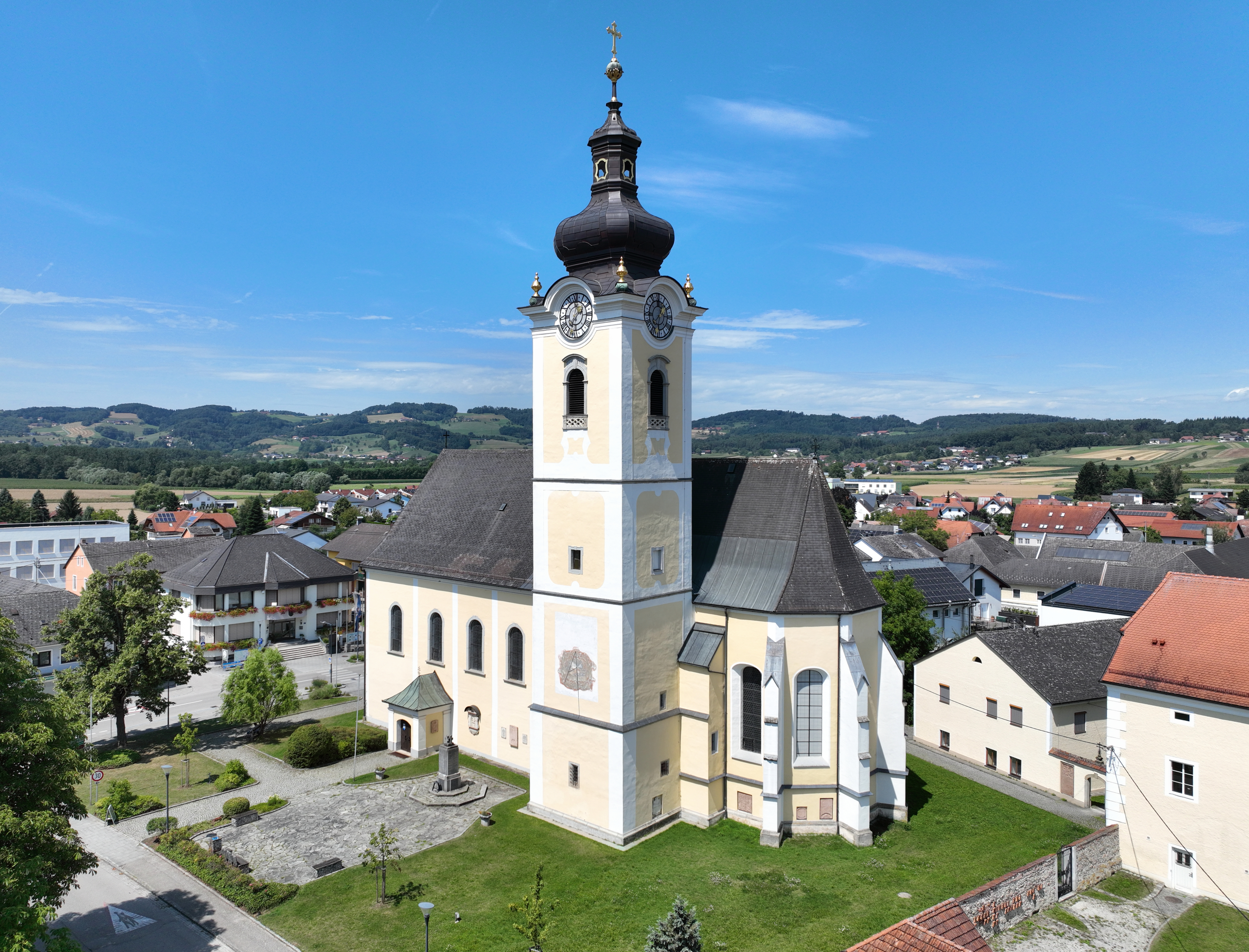
Pfarrkirche Hartkirchen

- Burgruine Schaunberg: Die heutige Ruine Schaunberg war mit 17.500 m² die größte Burgenanlage Oberösterreichs. Im 32 m hohen Burgfried führt eine Stahltreppe zu einer Aussichtsplattform.
- Pfarrkirche Hartkirchen: Die barocke Pfarrkirche wurde in den Jahren 1717–1719 in den Ausmaßen des gotischen Vorgängerbaues errichtet. Der barocke Ausbau des Kirchturms erfolgte 1748 durch den Linzer Architekten Johann Matthias Krinner. Das Presbyterium und das Hauptschiff wurden in den Jahren 1751/52 von Wolfgang Andreas Heindl mit Fresken ausgestaltet.
- Wallfahrtskirche Hilkering: Die Kirche ist dem heiligen Johannes dem Täufer geweiht und ist auf der steil abfallenden Nordterrasse der Aschach errichtet. Der Kirchenbau ist einschiffig und in den wesentlichen Bauteilen spätgotisch. Die heutige Kirche entstand kurz nach 1514 auf gotischem Grundriss und wurde 1750 barockisiert anlässlich der Erweiterung durch Mathias Dollicher. Der Ort Hilkering stammt aus der ersten bayrischen Besiedelungswelle zu Beginn des 6. Jahrhunderts. Der Sage nach machte ein Eremit namens Hilarius vor langer Zeit die Gegend urbar und errichtete eine Holzkapelle.
- Franzosenkreuz – Denkmal für Jakob Kemetmüller aus den Napoleonischen Kriegen

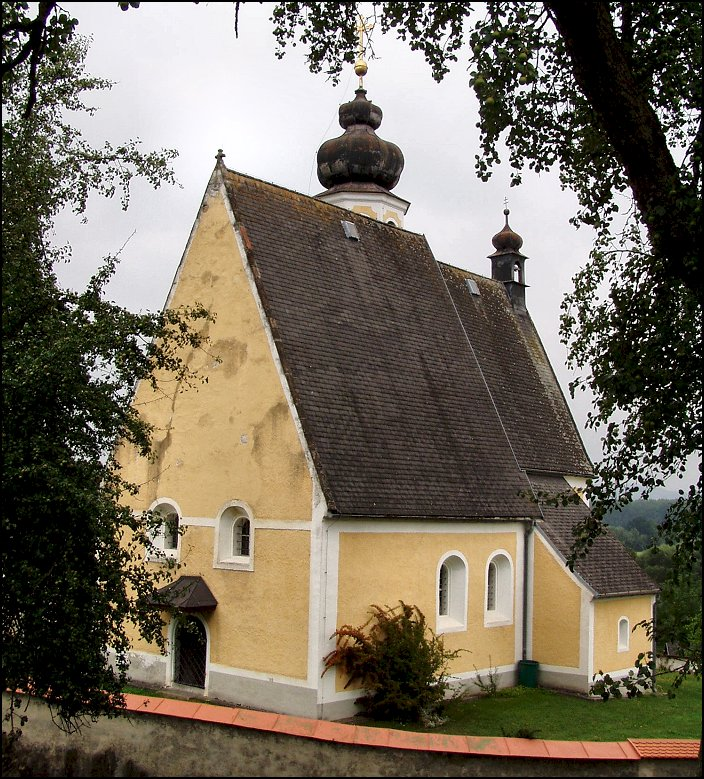
Wallfahrtskirche Hilkering
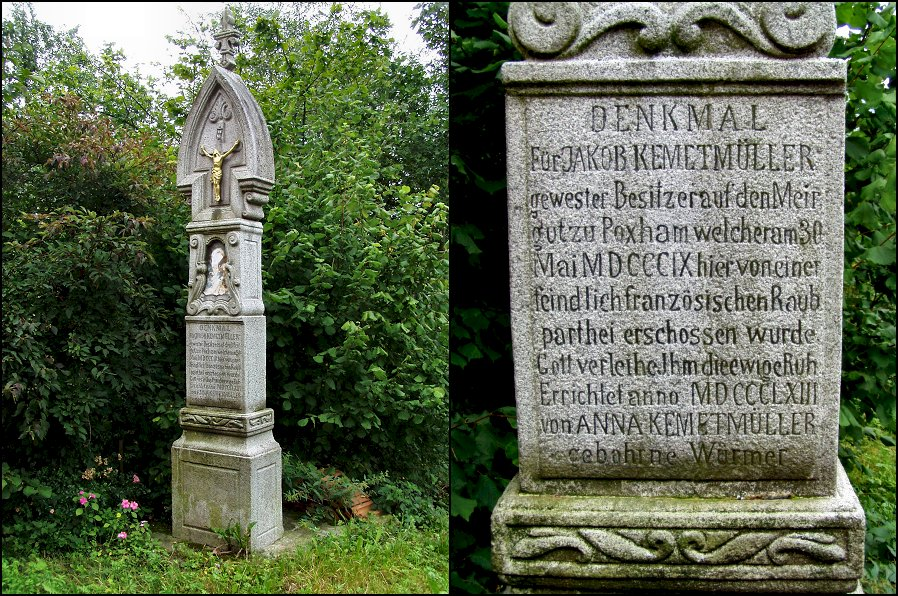
Franzosenkreuz

## Wirtschaft und Infrastruktur

### Verkehr
- Bahn: Durch das Gemeindegebiet verläuft die Aschacher Bahn. Das Ortszentrum ist über den Bahnhof Aschach a.d. Donau erschlossen. Eine Bahnhaltestelle im Gemeindegebiet befindet sich in Karling. Der Eisenbahn-Güterverkehr auf der Aschacher Bahn ist bedeutend; der Personenverkehr wurde 2019 eingestellt[10].
- Bus: Hartkirchen liegt an den Buslinien:
  - Linz – Eferding – Passau/Haibach/St.Agatha/St.Aegidi (Liniennr. 670/671/208/209/696/698)
  - Aschach – Eferding – Wallern – Wels (660)
  - Bad Mühllacken – Eferding – Kirchberg – Pasching – Leonding Meixnerkreuzung (688)
  - Eferding – Hartkirchen – Feldkirchen/D. – Neufelden – Rohrbach/Berg (204)

### Bildung
- Volksschule Hartkirchen (Neueröffnung 2022)[11]
- Mittelschule Hartkirchen (Neueröffnung 2024)
- Landesmusikschule Hartkirchen[12]

Die seit 1940 bestehende Volksschule Hilkering wurde 2016 geschlossen. Das Gebäude wird jetzt vom Kindergarten Hartkirchen genutzt und beherbergt zwei Krabbelgruppen und eine Kindergartengruppe.

## Politik

### Gemeinderat
Der Gemeinderat hat 25 Mitglieder.
- Mit den Gemeinderats- und Bürgermeisterwahlen in Oberösterreich 2003 hatte der Gemeinderat folgende Verteilung: 13 ÖVP, 10 SPÖ und 2 FPÖ.
- Mit den Gemeinderats- und Bürgermeisterwahlen in Oberösterreich 2009 hatte der Gemeinderat folgende Verteilung: 13 ÖVP, 8 SPÖ und 4 FPÖ.
- Mit den Gemeinderats- und Bürgermeisterwahlen in Oberösterreich 2015 hatte der Gemeinderat folgende Verteilung: 9 ÖVP, 7 SPÖ, 6 FPÖ und 3 GRÜNE.
- Mit den Gemeinderats- und Bürgermeisterwahlen in Oberösterreich 2021 hat der Gemeinderat folgende Verteilung: 9 ÖVP, 8 SPÖ, 4 FPÖ und 4 GRÜNE.[14][15]

### Bürgermeister
- 1924–1929 Josef Hager[16]
- 1929–1942 Josef Hofer
- 1942–1945 Matthias Gruber
- 1945–1946 Karl Mallinger
- 1946–1973 Johann Dirnberger
- 1973–1990 Gottfried Augdoppler
- 1990–2002 Leopold Hofer
- 2002–2015 Wolfgang Schöppl (ÖVP)
- seit 2015 Wolfram Moshammer (SPÖ)

### Wappen
Beschreibung des Gemeindewappens:
Geteilt; oben in Rot ein silberner Balken, unten in Silber eine blaue Kornblume, eingeschaltet von einem blauen, aufgelegten Sparren.
Die Gemeindefarben sind Blau-Weiß.
Der Sparren und die rot-weiß-roten Balken gehen auf das Stammwappen der Schaunberger zurück, deren im 12. Jahrhundert errichtete Burg Schaunberg im Gemeindegebiet liegt. Die Kornblume symbolisiert den vorwiegend landwirtschaftlichen Charakter der Gemeinde.

### Gemeindepartnerschaften

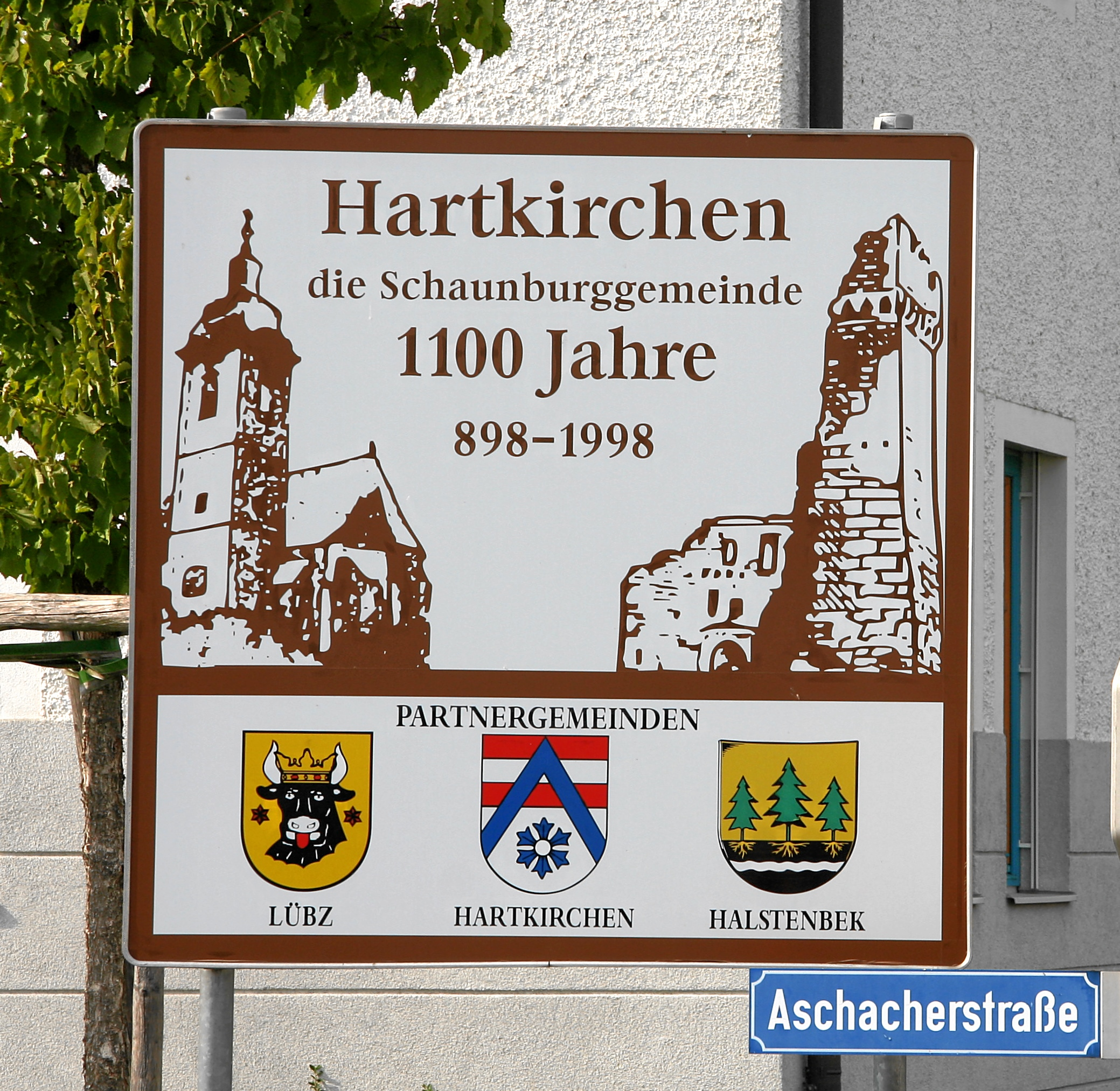
Werbetafel mit Partnerstädten

- seit 1984  Halstenbek in Schleswig-Holstein
- seit 1995  Lübz in Mecklenburg-Vorpommern

## Persönlichkeiten

### Söhne und Töchter der Gemeinde
- Ferenc Somogyi (* 1945), ungarischer Diplomat und Politiker

### Personen mit Bezug zur Gemeinde
- Richard Billinger (1890–1965), Schriftsteller und Dichter, begraben in Hartkirchen
- Ferdinand Umenberger (1901–1992), Nationalratsabgeordneter, Gemeinderat in Hartkirchen
- Josef Kolmhofer (1934–2023), Jurist, Kommerzialrat und ehemaliger Generaldirektor der HYPO Oberösterreich
- Walter Entholzer (* 1953), Facharzt für Zahn-, Mund- und Kieferheilkunde